# Richtlinie (EU) 2018/1972 (EECC-Richtlinie)
Die Richtlinie (EU) 2018/1972, nicht amtlich EECC-Richtlinie, (auch Europäischer Kodex für die elektronische Kommunikation (EKEK), englisch European Electronic Communications Code (EECC)) ist eine EU-Richtlinie, die elektronische Kommunikationsnetze und -dienste regelt. Der Rat der Europäischen Union passte im November 2018 die neue Richtlinie zum europäischen Kodex für elektronische Kommunikation (European Electronic Communications Code, EECC) an.
Sie wurde im Dezember 2018 verabschiedet und der bestehende Regulierungsrahmen konsolidiert und reformiert.
Bis zum 21. Dezember 2020 hätten alle Mitgliedstaaten der Europäischen Union ihre Telekommunikationsgesetze an die Richtlinie anpassen müssen. Da dies in vielen Staaten nicht geschehen ist, leitete die Europäische Kommission im Februar 2021 ein Vertragsverletzungsverfahren gegen 24 Mitgliedstaaten ein, darunter Deutschland.
In Deutschland wird die Reform von den zuständigen Bundesministerien BMWi und BMVI vorangetrieben. Die Anpassungen erfolgen im Rahmen einer großen Novelle des Telekommunikationsgesetzes (TKG). Diese wurde Mitte Dezember 2020 verabschiedet. Eine Ausarbeitung zu zeitlichen Aspekten der nationalen Umsetzung und Anwendung liegt seit April 2019 vor.
Der EECC wird ergänzt durch die Datenschutzrichtlinie für elektronische Kommunikation, die Binnenmarktrichtlinie für Telekommunikation, die Verordnung über den Binnenmarkt für Telekommunikation, die Roaming-Verordnung, die Entscheidung über Funkfrequenzen und einige andere Bestimmungen.
Mit der Richtlinie (EU) 2022/2555 (NIS-2) vom 14. Dezember 2022, umzusetzen bis zum 18. Oktober 2024, wurde die EECC-Richtlinie und die zugeordnete Verordnung (EU) Nr. 910/2014 geändert, die Richtlinie (EU) 2016/1148 (NIS-1 Richtlinie) aufgehoben. 

## Auswirkungen für Verbraucher
Der EECC soll der Förderung des Wettbewerbs dienen, eine Anregung von Investitionen in Netze sein, einen besseren Verbraucherschutz ermöglichen und ein öffentliches Warnsystem der „umgekehrten 112“ auf nationaler Ebene einführen. Er sieht unter anderem vor:
- Die Preise für Anrufe innerhalb der EU (genauer Anrufe von einem Mobil- oder Festnetz-Telefon aus dem Heimatland eines Verbrauchers in ein anderes EU-Land) werden gedeckelt (19 Cent/Min., 6 Cent/SMS)
- Eine Kompensation bei Fehlschlagen eines Wechsels des Anbieters
- Bei stillschweigender Vertragsverlängerung kann eine Kündigung mit einmonatiger Frist erfolgen
- Ein Ausgleich für „verpasste“ Service- bzw. Technikertermine
- Der Verbraucher erhält im Fall größerer Notfälle wie Naturkatastrophen oder Terroranschläge Warnmeldungen z. B. per Cell Broadcast direkt auf sein Mobiltelefon
- Anruferortung bei Anwahl der Notrufnummer 112

Die neuen Regelungen zu Anrufen innerhalb der EU gelten bereits seit dem 15. Mai 2019.

## Auswirkungen für Netzbetreiber
Die Auswirkungen für Netzbetreiber und Anbieter von Telekommunikationsdiensten sind erheblich. Entgegen früherer Anpassungen, die positiv für Verbraucher sein sollten, gelten die Anpassungen nicht nur für Privatkunden, sondern auch für Geschäftskunden. Folgende Aufgaben sind bei Inkrafttreten des Gesetzes umzusetzen:
- Neue Vertragsdokumente (Vorvertragliche Information und Vertragszusammenfassung) müssen den Kunden schon vor Kauf zur Verfügung gestellt werden
- Aktive Ansprache an Kunden muss jährlich, sowie zum Ende der Vertragslaufzeit erfolgen
- Erweiterung des Sonderkündigungs- und Minderungsrechts